# Нигредо
Нигредо (лат. Nigredo, дословно — «чернота») — алхимический термин, обозначающий полное разложение либо первый этап Великого делания (создания философского камня): образование из компонентов однородной чёрной массы. Считалось, что как тьма содержит в себе возможность света, так и в этой массе кроется возможность получения эликсира. Аллегорией нигредо в алхимической символике обычно являлся ворон, иногда sol niger (черное солнце).
Следующими за нигредо стадиями Великого делания должны были стать альбедо («белизна»), в результате которой получается малый эликсир, способный превращать металлы в серебро, цитринитас («желтизна», превращение серебра в золото) и рубедо («краснота»), продуктом которой является великий эликсир, или магистерий.